# Un gat a París
Un gat a París (francès: Une vie de chat) és una pel·lícula animada de ficció criminal d'aventures del 2010 de l'estudi francès Folimage, dirigida per Jean-Loup Felicioli i Alain Gagnol. El film segueix una jove parisenca el gat de la qual la porta a esbrinar un misteri apassionant al llarg d'una sola vetllada. Ha estat doblada al català central i al valencià.
Es va estrenar al Festival de Cinema Ciné-Jeune de Saint-Quentin el 15 d'octubre de 2010. Es va estrenar als cinemes a França el 15 de desembre de 2010.
La pel·lícula va ser nominada a l'Oscar a la millor pel·lícula d'animació.